# Politik (noviny)
Politik byl německy psaný deník, vydávaný v Praze od 14. září 1862 do 30. září 1907. Založila jej skupina českých politiků a nakladatelů (František Ladislav Rieger, Jan Stanislav Skrejšovský, Eduard Grégr, František Šimáček aj.) s cílem propagovat české národní zájmy mezi Němci a cizinci. V 60. letech 19. století byli jeho redaktoři několikrát obžalováni a odsouzeni kvůli zveřejněným článkům. Ve druhé polovině 70. let 19. století čelil list vnitřním sporům a finančním těžkostem kvůli zadlužení a následnému bankrotu šéfredaktora a majitele J. S. Skrejšovského. Na přelomu let 1882-83 založila redakce českou přílohu Česká politika a brzy poté i samostatný deník Národní politika se stejným politickým programem. Politik přestal vycházet roku 1907, navázal na něj list Union.

## Založení
Na počátku 60. let 19. století si vzdělaní Češi uvědomovali, že je nutné seznamovat německy mluvící spoluobčany i cizince s českými záležitostmi a přesvědčovat je k podpoře českých národních zájmů. V té době také existovalo mnoho Čechů, kteří vystudovali na německých školách a četli německé časopisy, českým zájmům nepřátelské, čímž se postupně odnárodňovali. Aby se tento trend zvrátil, přesvědčoval přední český politik František Ladislav Rieger pedagoga Gablera, k založení německy psaného časopisu. Nakonec se do popředí dostala iniciativa Eduarda Grégra a Jana Stanislava Skrejšovského. Skrejšovský podal v červnu 1862 žádost o povolení a 14. září vyšlo první číslo. Prvním odpovědným redaktorem byl J. S. Skrejšovský, tisk zajišťovali Eduard Grégr a František Šimáček. Následujícího roku se odpovědným redaktorem stal E. Grégr. V roce 1864 přešel list do vlastnictví Skrejšovského.

## Soudní spory v 60. letech
V 60. letech 19. století byli redaktoři několikrát obžalováni za obsah uveřejněných článků. Soudní spory většinou směřovaly na majitele Skrejšovského a redaktora Václava Nedomu, který byl členem redakce od založení a 14. září 1867 se stal rovněž odpovědným redaktorem.
Ke známým soudním případům patřily:
- 28. listopadu 1864 vyšel článek Illustration zum Gesetze über den Schutz der persönlichen Freiheit (Ilustrace k zákonu na ochranu osobní svobody).[3] V něm se tvrdilo, že jistý malostranský kupec upomínal důstojníka o splátku dluhu; když ten rezolutně odmítl, obrátil se kupec se žádostí o pomoc na jiného důstojníka v újezdských kasárnách; tento druhý voják ale nechal obchodníka na místě zatknout. Článek vedl k žalobě na vydavatele a redaktora Nedomu pro urážku armády a újezdského velitele Luigi Ganzelly. Při procesu vyšlo najevo, že ve skutečnosti byl obchodník p. Kimla zatčen nikoliv kvůli vymáhání oprávněných dluhů, ale proto, že jeho učeň při balení zboží rozbil zrcadlo náležící důstojníkovi Chiurkovi, a odmítl za něj zaplatit náhradu. Nedoma se hájil tím, že byl v době vydání listu nemocný, článek vyšel na základě dopisu „pana Jelínka“, který pokládal za pravdivý (nicméně odesilatele se nepodařilo vypátrat) a článek dal do tisku František Bozděch (v době soudu již po smrti), který měl povinnost informace ověřit. Nedoma byl odsouzen za zanedbání povinné péče k pokutě 80 zlatých a propadnutí 60 zlatých kauce.[4]
- 8. května 1866 vyšel v Politice hudební referát, v němž byl nedávno koncertující klavírista Eduard Gerstberger zkritizován pro aroganci, ješitnost a nedostatečné umělecké schopnosti. Klavírista i jeho otec se cítili uraženi a podali žalobu na redaktora Nedomu. Soud, kde jako svědek vystoupil mimo jiné autor článku František Pivoda, ale dal za pravdu novinářům a žalobu zamítl.[5]
- 19. listopadu 1865 vyšel článek, kritizující starostu vojenské obce Pančevo; měl údajně ostře vykázat z radnice jemu neoblíbeného občana, který žádal o povolení k průjezdu do Srbska, a jeho jednání bylo líčeno jako neslušné, nezdvořilé a škodlivé vůči občanům města. Starosta s touto charakteristikou nesouhlasil a podal na redaktora Nedomu žalobu. Nedoma již nemohl být odsouzen pro urážku na cti (čin byl promlčen), ale pro zanedbání povinné péče musel zaplatit 20 zlatých a ztratil 60 zlatých kauce.[6]
- V listopadu 1866 byl na základě žaloby německého listu Tagesbote odsouzen — opět pro zanedbání povinné péče — k pokutě 20 zlatých a propadnutí 60 zlatých kauce kvůli článkům, které tento konkurenční deník považoval za urážlivé.[7]
- Jen o dva dny později musel Nedoma k soudu znovu kvůli jinému článku, v němž byl důstojník Račić z Vojenské hranice obviňován z násilného chování vůči civilistům a nezákonných obchodů se dřevem.[8] Případ se protáhl až do následujícího roku, protože bylo nutné zajistit úřední překlady několika listin. Nedoma byl ale nakonec osvobozen, protože se prokázalo, že důstojník byl za podobné prohřešky potrestán a informace tedy odpovídaly skutečnosti.[9]

Za pruské okupace v létě 1866 (po bitvě u Hradce Králové) uveřejnil Politik jako jediný pražský německý deník prorakouský císařský manifest, který vyvolal nevoli okupačních velitelů. Listu hrozilo zastavení, ale nakonec k tomu nedošlo.
18. dubna 1867 bylo vydávání na tři měsíce úředně zastaveno. Jako náhrada vycházel deník Correspondenz a po jeho zákazu Patriot. Po uplynutí tříměsíční lhůty začala Politik opět vycházet, ovšem nový odpovědný redaktor František Kotek zanedlouho uprchl před policejním vyšetřováním do zahraničí. Na jeho místo pak od září nastoupil Václav Nedoma.
K nejzávažnějšímu incidentu došlo roku 1868, kdy byl šéfredaktor Nedoma obžalován pro několik nevhodných článků a před zatčením se zachránil útěkem za hranice; v nepřítomnosti byl odsouzen k pěti letům vězení a peněžité pokutě. (Trest nakonec nevykonal, po amnestii se v květnu 1870 vrátil do Čech a od července znovu redigoval noviny).
Nedoma byl odsouzen ještě jednou, v prosinci 1873. Soud v Chebu mu v několika sporech uložil celkem devět měsíců vězení a peněžitou pokutu.

## Finanční potíže v 70. letech
Počátkem 70. let 19. století začaly dluhy J. S. Skrejšovského převyšovat hodnotu jeho majetku. Roku 1873 nastal finanční krach, který mu znemožnil hradit závazky prodejem nemovitostí, a tak byl společně s bratrem Františkem v říjnu 1876 nucen vyhlásit úpadek. Tiskárnu a vlastnictví k časopisu Politik od něho koupil za nadhodnocenou cenu Vilém Tierhier, který se tímto od 1. září 1877 stal administrátorem vydavatelského konsorcia. Podnik se ale potýkal s finančními problémy. Úpis akcií byl nedostatečný a musely se řešit další Skrejšovského dluhy (ponechal si např. vybrané předplatné). Mezi Skrejšovským, který byl v té době šéfredaktorem, a Tierhierem docházelo ke sporům ohledně splácení. Po jednom jednání spadl Tierhier ze schodů a tak vážně se zranil, že byl dlouho v ohrožení života. Skrejšovský byl v té souvislosti 20. ledna 1878 zatčen a tři měsíce vyšetřován ve vazbě. List tak přišel o dva vedoucí pracovníky.
Po propuštění z vazby, ale ještě před konečným rozhodnutím v případu Tierhierova zranění, založil Skrejšovský konkurenční časopis Epoche, v němž kritizoval praktiky vydavatelského družstva Politik. To ho okamžitě propustilo ze šéfredaktorského místa. I nadále ale muselo řešit následky jeho předchozího finančního řízení, kdy mimo jiné hrozilo, že v důsledku závazků přijde tiskárna o všechny stroje. To se však novému vedení podařilo překonat. Během roku 1878 ale v důsledku sporů klesl náklad z 6900 na 5400 výtisků.

## Česká politika a Národní politika
Aby se vyřešily finanční problémy, navrhl účetní Arnošt Brichta založit populární českojazyčný časopis se stejným zaměřením. Společně s redaktorem V. Nedomou požádali v prosinci 1862 o povolení, vydávat českou přílohu pod názvem Česká politika. Měla být nabízena samostatně ve stánkovém prodeji, ale nikoliv na předplatné. Důvody byly finanční: kolková daň na přílohy byla nižší než na samostatné noviny a časopisy.
Ukázkové číslo nového deníku vyšlo 24. prosince 1882, s pravidelným vydáváním se začalo od 1. ledna 1883. Jako důvod vzniku se uváděla možnost seznamovat s myšlenkami listu Politik ty čtenáře, kteří čtou pouze české noviny. Protože politická linie redakce již byla známá, nebylo nutné nový list zvlášť propagovat. Prvním odpovědným redaktorem se stal Adolf Srb, šéfredaktorem byl Josef Hubáček.

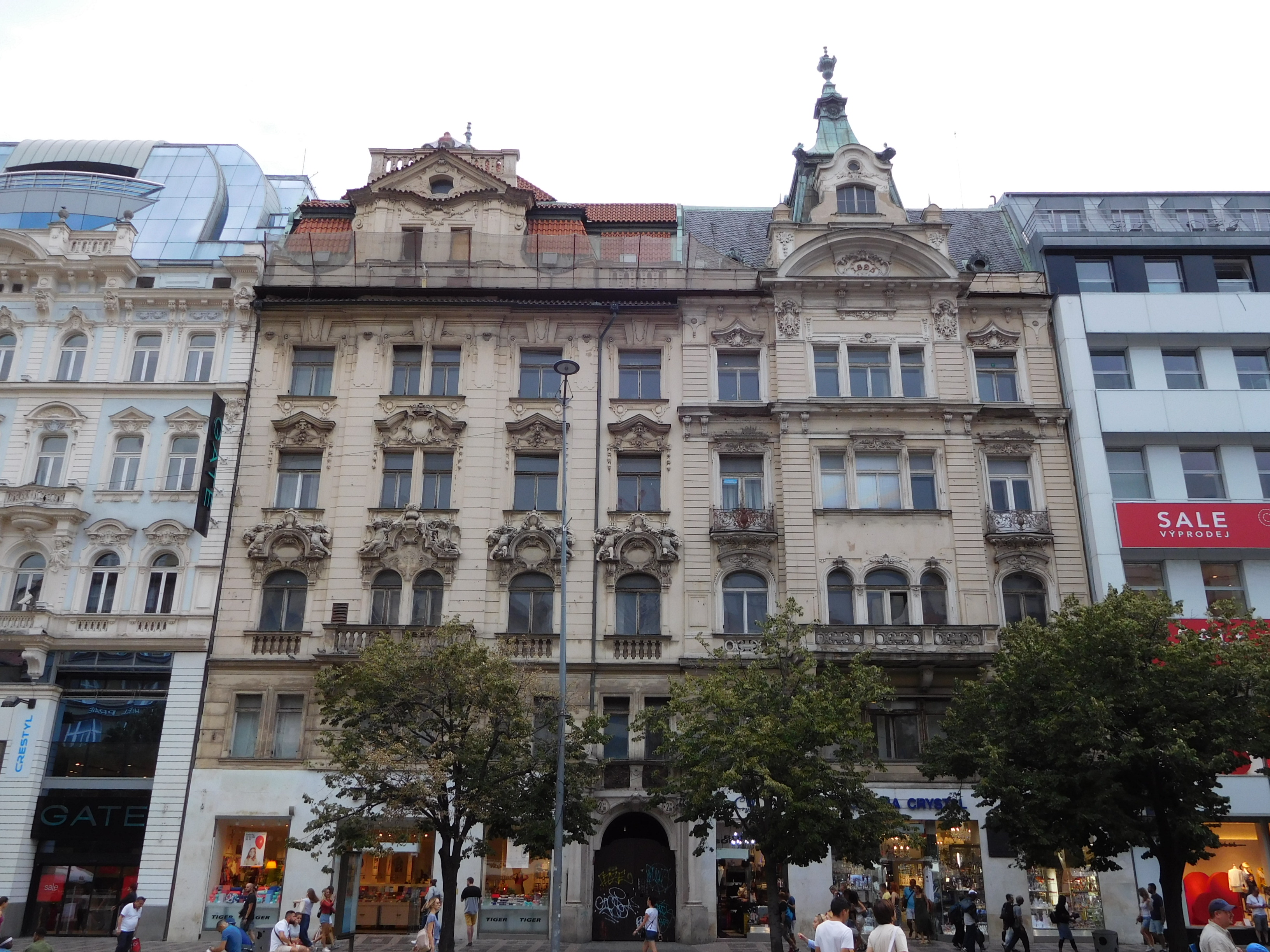
Budova redakce deníku Politik (dům vpravo) z roku 1895 na Václavském náměstí v Praze

Česká politika se setkala s úspěchem, ačkoli se ozývala i kritika ze strany jiných periodik (motivovaná zejména konkurenčním bojem a pocitem dalších redakcí, že zvolená forma představuje daňový únik). Právní posudky a nakonec i správní soud ale uznaly, že nižší kolková daň byla v souladu se zákonem.
21. června 1883 začal vycházet i samostatný list Národní politika se stejným obsahem a s možností předplatného, určený zejména pro čtenáře v obcích, kde nelze koupit Českou politiku. Oba časopisy pak vycházely souběžně do roku 1899. V tom roce byl zrušen novinářský kolek a důvod pro oddělení kusového prodeje a předplatného tak padl. Nadále tak v češtině vycházela pouze Národní politika.

## 90. léta
Roku 1894 začal v deníku Politik pracoval novinář Mořic Bloch, který se posléze stal šéfredaktorem listu. Od roku 1895 redakce sídlila v nově postaveném domě redakce deníku Politik č.p. 835/15 ve spodní části Václavského náměstí. Autorem architektonického návrhu byl pravděpodobně sám vydavatel Tierhier, který byl vystudovaný architekt a stavitel.

## Konec vydávání
Poslední číslo německého deníku Politik vyšlo 30. září 1907. Poté na něj navázal deník Union[zdroj?], který Bloch spoluvlastnil a rovněž zde působil na šéfredaktorské pozici.

## Odkaz
K odkazu deníku Politik se za první republiky hlásila redakce Národní politiky. 1. ledna 1933, u příležitosti 70. výročí založení přílohy Česká politika (přímého předchůdce), uveřejnila rozsáhlý článek s historií německého i českého deníku.